# 卡西酮
卡西酮（英語：Cathinone，/ˈkæθɪnoʊn/，或称为苯甲酰乙胺，β-羰基安非他命）是一种在灌木巧茶（Catha edulis）中发现的单胺类生物鹼，化学结构上与麻黃鹼、阿茶碱以及其它苯丙胺衍生物类似。卡西酮可能是阿拉伯巧茶带有兴奋剂效应的原因。卡西酮与其它苯丙胺衍生物不同的地方在于它带有羰基官能团，卡西酮的衍生物包括了MDPV、甲卡西酮、甲氧麻黄酮和安非他酮等。